# Brontomerus
Brontomerus mcintoshi
Genre
Espèce
Brontomerus est un genre de dinosaures sauropodes qui vivaient au début du Crétacé. Il n'est représenté que par l'espèce Brontomerus mcintoshi décrite à partir de restes fossiles découverts dans la formation de Cedar Mountain, dans l'Utah.

## Étymologie
Le nom du genre Brontomerus, qui dérive du grec ancien βροντή, brontê, « tonnerre », et μήρος, méros, « cuisse », fait référence à sa musculature fémorale.
Son épithète spécifique, mcintoshi, lui a été donnée en l'honneur de John S. McIntosh (d) (1923-2015), physicien et paléontologue américain, et ce en reconnaissance de ce vétéran qui, la plupart du temps sans financement et à son propre rythme, a été une inspiration pour tous ceux qui l'ont suivi dans l'étude des sauropodes.

## Publication originale
- (en) Michael P. Taylor, Mathew J. Wedel et Richard L. Cifelli, « A New Sauropod Dinosaur from the Lower Cretaceous Cedar Mountain Formation, Utah, USA », Acta Palaeontologica Polonica, PAN et Institute of Paleobiology (d), vol. 56, no 1,‎ mars 2011, p. 75-98 (ISSN 0567-7920 et 1732-2421, OCLC 02051833, DOI 10.4202/APP.2010.0073, lire en ligne).